# Saturn I (człon)
Saturn I – amerykański człon rakiet nośnych. Używany w rakietach nośnych Saturn. 

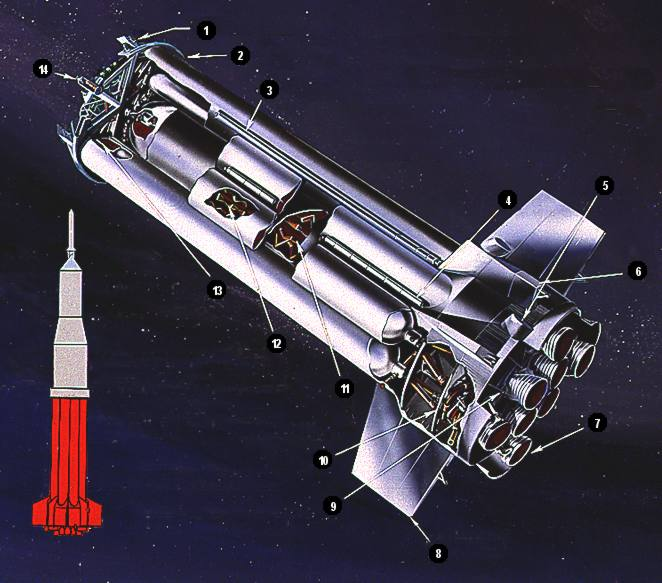
Rysunek członu Saturn I

Napędzany ośmioma silnikami H-1. Zbudowany w oparciu o zbiornik rakiety Jupiter (oś centralna), otoczony ośmioma zbiornikami z rakiet Redstone (cztery na tlen, białe, i cztery na naftę, czarne). Cztery zewnętrzne silniki były zawieszone na montażach umożliwiających im sterowanie lotem członu.
Ze względu na znaczne wymiary przewóz członu koleją z wytwórni Michoud w Nowym Orleanie do Ośrodka Kosmicznego im. J.K. Kennedy’ego na Florydzie nie był możliwy. Dlatego S-I przewożono szosami, na specjalnych łożach, wyposażonych w koła i ciągniętych przez potężne pojazdy  samochodowe.